# 密刺菝葜
密刺菝葜（学名：Smilax densibarbata）为百合科菝葜属下的一个种。

## 扩展阅读
- 維基物種上的相關：密刺菝葜